# Facultad de Derecho
Facultad de Derecho-Julieta Lanteri è una stazione della metropolitana di Buenos Aires, capolinea della linea H.
Si trova presso l'intersezione di avenida Figueroa Alcorta con avenida Pueyrredón, nel barrio di Recoleta.
Il suo nome è dovuto alla vicinanza con la facoltà di giurisprudenza dell'Università di Buenos Aires.

## Storia
La stazione è stata inaugurata il 17 maggio 2018. In seguito ad un referendum è stata intitolata alla attivista femminista italo-argentina Julieta Lanteri.

## Interscambi
Nelle vicinanze della stazione effettuano fermata diverse linee di autobus urbani ed interurbani.
- Fermata autobus

## Servizi
La stazione dispone di:
- Accessibilità per portatori di handicap
- Ascensori
- Scale mobili
- Biglietteria a sportello
- Biglietteria automatica